# Дубравиця (Дубровник)
42°44′ пн. ш. 17°56′ сх. д. / 42.74° пн. ш. 17.93° сх. д.
Дубравиця (хорв. Dubravica) — населений пункт у Хорватії, у Дубровницько-Неретванській жупанії у складі міста Дубровник.

## Населення
Населення за даними перепису 2011 року становило 37 осіб.
Динаміка чисельності населення поселення: